# Plagiostachys parviflora
Plagiostachys parviflora là một loài thực vật có hoa trong họ Gừng. Loài này được (C.Presl) Ridl. miêu tả khoa học đầu tiên năm 1909.